# Ton Snijders
Ton Snijders (Lisse, 18 juli 1960) is een Nederlandse toetsenist en componist.

## Biografie
Ton Snijders werd op 18 juli 1960 in Lisse geboren. Hij groeide op in een muzikaal gezin waar zijn beide ouders piano speelden en waar veel (voornamelijk klassieke) muziek werd gedraaid. Zijn eerste muzikale ervaringen (eerst als gitarist, later pas als pianist), deed hij op in diverse reli-pop bands (Challengers en Lose to Win). Na de middelbare school, de PABO en zijn militaire dienstplicht ging hij lichte muziek studeren op het Hilversums Conservatorium. Daar ontmoette hij saxofonist Jan Kooper, met wie hij begin jaren ’80 de band Coopertest oprichtte. Voor deze band maakte hij zijn eerste instrumentale composities.
In 1991 werd Snijders gevraagd voor de begeleidingsband van Frank Boeijen. Een vruchtbare periode van bijna 12 jaar resulteerde in diverse cd-opnames en talloze concerten in Nederland en België. In 1994 produceerde Boeijen een album voor Liesbeth List waar Snijders als pianist aan meewerkte. Sindsdien werkt Snijders als vaste pianist van List, met als voorlopig hoogtepunt het Vedetten Gala in Carré (Amsterdam) dat ook op DVD is uitgebracht. Naast Boeijen en List heeft Snijders gespeeld bij/met:
- Ramses Shaffy
- Sanne Wallis de Vries
- Stef Bos
- Youp van ’t Hek
- Mathilde Santing

In 2004 besloot hij een lang gekoesterde droom in vervulling te doen gaan: het maken van de solo CD/DVD 'Zwaluw 22', die in 2007 uitkwam.
In 2009 deed Snijders een tournee met Stef Bos.
In 2010 kwam Snijders tweede solo-cd Thuis uit en trad hij op met Frank Boeijen, Liesbeth List en Youp van 't Hek (Omdat de nacht). In 2011 speelde Snijders met Frank Boeijen en Youp van 't Heks oudejaarsconference De 2e viool. Daarnaast maakte hij muziek voor de kindermusical van het jaarlijkse Emmy Verhey Festival in Zaltbommel. 
In 2014 verscheen een cd met instrumentale stukken die hij samen met Sebastiaan Koolhoven heeft geschreven onder de naam Lonesome Orchestra.
In februari 2020 kwam zijn nieuwe single Outside uit, van het album Solo (1*) dat later dat jaar verscheen.
In september 2021 verscheen het nieuwe album Solo (2*)

## Discografie
- Ton Snijders - Zwaluw 22 (2007)
- Ton Snijders - Thuis (2010)
- Lonesome Orchestra - Ode to a dream  (2014)
- Ton Snijders - Outside (2020) (single release)
- Ton Snijders - Solo (1*) (2020)
- Ton Snijders - Solo (2*) (2021)